# Kédron
Kédron (Kedro) är en ort i Grekland.   Den ligger i prefekturen Nomós Sámou och regionen Nordegeiska öarna, i den östra delen av landet, 280 km öster om huvudstaden Aten. Kédron ligger 1 meter över havet och antalet invånare är 109. Den ligger på ön Samos.
Terrängen runt Kédron är varierad. Havet är nära Kédron norrut. Runt Kédron är det ganska tätbefolkat, med 67 invånare per kvadratkilometer. Närmaste större samhälle är Néon Karlovásion, 19,4 km väster om Kédron. 